# Свердловина б/н (Лалово)
Сведловина б/н — гідрологічна пам'ятка природи місцевого значення. Об'єкт розташований на території с. Лалово Мукачівського району Закарпатської області.
Площа — 0,5 га, статус отриманий у 1984 році.